# Aesopida
Aesopida – rodzaj chrząszczy z rodziny kózkowatych i podrodziny zgrzypikowych.

## Zasięg występowania
Przedstawiciele tego rodzaju występują w Azji Południowo-Wschodniej.

## Systematyka
Do Aemocia należą 2 gatunki:
- Aesopida malasiaca
- Aesopida sericea